# Campeonato Mundial de Atletismo de 2011 - Salto com vara feminino

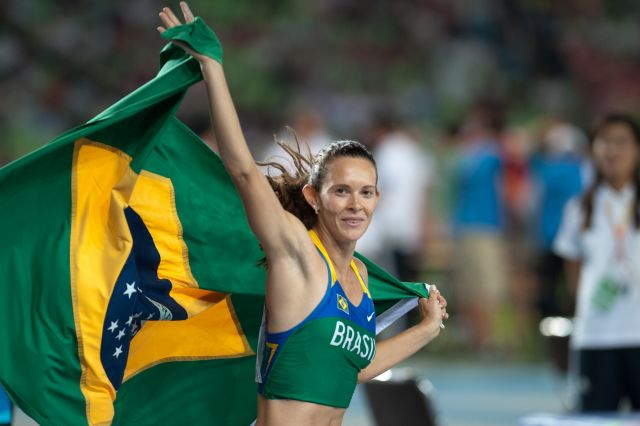
Fabiana Murer comemorando sua vitória em Daegu.

O salto com vara feminino do Campeonato Mundial de Atletismo de 2011 foi disputada entre os adias 28 e 30 de agosto  no Daegu Stadium, em Daegu;

## Recordes
Antes desta competição, os recordes mundiais e do campeonato nesta prova eram os seguintes:
| Tipo                  | Atleta            | Altura | Local     | Data                 | Ref |
| --------------------- | ----------------- | ------ | --------- | -------------------- | --- |
|                       | Yelena Isinbayeva | 5,05   | Pequim    | 18 de agosto de 2008 | ver |
| Recorde do campeonato | Yelena Isinbayeva | 5,01   | Helsinque | 12 de agosto de 2005 | ver |

## Medalhistas
| Ouro                | Prata                | Bronze                   |
| Fabiana Murer (BRA) | Martina Strutz (GER) | Svetlana Feofanova (RUS) |

## Cronograma
| Data         | Hora  | Evento        |
| ------------ | ----- | ------------- |
| 28 de agosto | 09:30 | Primeira fase |
| 30 de agosto | 19:05 | Final         |

Todos os horários são horas locais (UTC +9)

## Resultados

### Primeira fase
Qualificação: Desempenho de qualificação 4,60 m (Q) ou pelo menos 12 melhores (q) avançam para a final. 
| Colocação | Grupo | Atleta                 | Nacionalidade  | 4,10 | 4,25 | 4,40 | 4,50 | 4,55 | Resultados | Notas |
| --------- | ----- | ---------------------- | -------------- | ---- | ---- | ---- | ---- | ---- | ---------- | ----- |
| 1         | B     | Yelena Isinbayeva      | Rússia         | -    | -    | -    | -    | o    | 4.55       | q     |
| 1         | B     | Fabiana Murer          | Brasil         | -    | -    | -    | -    | o    | 4.55       | q     |
| 1         | B     | Anna Rogowska          | Polónia        | -    | -    | o    | -    | o    | 4.55       | q     |
| 1         | A     | Martina Strutz         | Alemanha       | -    | -    | o    | o    | o    | 4.55       | q     |
| 5         | B     | Jiřina Ptáčníková      | Chéquia        | -    | o    | xo   | o    | o    | 4.55       | q     |
| 6         | A     | Jennifer Suhr          | Estados Unidos | -    | -    | -    | xxo  | o    | 4.55       | q     |
| 7         | A     | Svetlana Feofanova     | Rússia         | -    | -    | o    | -    | xo   | 4.55       | q     |
| 7         | A     | Silke Spiegelburg      | Alemanha       | -    | -    | o    | o    | xo   | 4.55       | q     |
| 9         | B     | Yarisley Silva         | Cuba           | -    | -    | xo   | xo   | xo   | 4.55       | q     |
| 10        | B     | Nikoléta Kiriakopoúlou | Grécia         | -    | o    | xxo  | o    | xxo  | 4.55       | q     |
| 11        | A     | Monika Pyrek           | Polónia        | -    | o    | o    | o    | xxx  | 4.50       | q     |
| 11        | B     | Kristina Gadschiew     | Alemanha       | -    | -    | o    | o    | xxx  | 4.50       | q     |
| 13        | A     | Alana Boyd             | Austrália      | o    | xo   | o    | xo   | xxx  | 4.50       |       |
| 13        | B     | Kate Dennison          | Grã-Bretanha   | -    | o    | xo   | xo   | -    | 4.50       |       |
| 15        | A     | Kylie Hutson           | Estados Unidos | -    | o    | o    | xxo  | xxx  | 4.50       |       |
| 16        | B     | Nicole Büchler         | Suíça          | o    | o    | xxo  | xxo  | xxx  | 4.50       | NR    |
| 17        | A     | Anna Katharina Schmid  | Suíça          | o    | o    | o    | xxx  |      | 4.40       |       |
| 18        | A     | Anastasiya Shvedova    | Bielorrússia   | -    | xo   | o    | xx   |      | 4.40       |       |
| 18        | B     | Choi Yun-hee           | Coreia do Sul  | o    | xo   | o    | xxx  |      | 4.40       | NR    |
| 20        | B     | Lacy Janson            | Estados Unidos | -    | xxo  | o    | xxx  |      | 4.40       |       |
| 21        | A     | Tina Šutej             | Eslovênia      | o    | o    | xo   | xxx  |      | 4.40       |       |
| 22        | B     | Anna Giordano Bruno    | Itália         | o    | o    | xxo  | xxx  |      | 4.40       |       |
| 23        | A     | Dailis Caballero       | Cuba           | o    | xxo  | xxo  | xxx  |      | 4.40       |       |
| 24        | A     | Kelsie Hendry          | Canadá         | -    | o    | xxx  |      |      | 4.25       |       |
| 25        | A     | Malin Dahlström        | Suécia         | o    | xo   | xxx  |      |      | 4.25       |       |
| 25        | B     | Caroline Bonde Holm    | Dinamarca      | o    | xo   | xxx  |      |      | 4.25       |       |
| 25        | B     | Jillian Schwartz       | Israel         | o    | xo   | xxx  |      |      | 4.25       |       |
| 25        | A     | Maria Eleonor Tavares  | Portugal       | o    | xo   | xxx  |      |      | 4.25       |       |
| 29        | B     | Li Ling                | China          | o    | xxo  | xxx  |      |      | 4.25       |       |
| 30        | B     | Tori Pena              | Irlanda        | o    | xxx  |      |      |      | 4.10       |       |
|           | A     | Holly Bleasdale        | Grã-Bretanha   | -    | xxx  |      |      |      | NM         |       |
|           | A     | Cathrine Larsåsen      | Noruega        | xxx  |      |      |      |      | NM         |       |
|           | B     | Ana Piñero             | Espanha        | -    | xxx  |      |      |      | NM         |       |
|           | A     | Wu Sha                 | China          |      |      |      |      |      | DNS        |       |
|           | B     | Minna Nikkanen         | Finlândia      |      |      |      |      |      | DNS        |       |

### Final
A final foi iniciada as 19:05 
| Colocação         | Aleta                  | Nacionalidade  | 4.30 | 4.45 | 4.55 | 4.65 | 4.70 | 4.75 | 4.80 | 4.85 | 4.90 | 4.92 | Resultados | Notas |
| ----------------- | ---------------------- | -------------- | ---- | ---- | ---- | ---- | ---- | ---- | ---- | ---- | ---- | ---- | ---------- | ----- |
| Medalha de ouro   | Fabiana Murer          | Brasil         | -    | -    | o    | o    | -    | o    | xo   | o    | xx-  | x    | 4.85       | AR    |
| Medalha de prata  | Martina Strutz         | Alemanha       | -    | xo   | o    | o    | o    | xo   | o    | x-   | xx   |      | 4.80       | NR    |
| Medalha de bronze | Svetlana Feofanova     | Rússia         | -    | o    | o    | o    | -    | o    | xxx  |      |      |      | 4.75       | SB    |
| 4                 | Jennifer Suhr          | Estados Unidos | -    | -    | o    | -    | xo   | xxx  |      |      |      |      | 4.70       |       |
| 5                 | Yarisley Silva         | Cuba           | -    | o    | o    | o    | xxo  | -    | xxx  |      |      |      | 4.70       | NR    |
| 6                 | Yelena Isinbayeva      | Rússia         | -    | -    | -    | o    | -    | x-   | xx   |      |      |      | 4.65       |       |
| 7                 | Jiřina Ptáčníková      | Chéquia        | o    | o    | xo   | o    | xxx  |      |      |      |      |      | 4.65       | SB    |
| 8                 | Nikoleta Kyriakopoulou | Grécia         | o    | -    | o    | xo   | xxx  |      |      |      |      |      | 4.65       |       |
| 9                 | Silke Spiegelburg      | Alemanha       | -    | xxo  | xo   | xxo  | xxx  |      |      |      |      |      | 4.65       |       |
| 10                | Kristina Gadschiew     | Alemanha       | o    | o    | o    | xxx  |      |      |      |      |      |      | 4.55       |       |
| 10                | Monika Pyrek           | Polónia        | -    | o    | o    | xxx  |      |      |      |      |      |      | 4.55       |       |
| 10                | Anna Rogowska          | Polónia        | -    | o    | o    | -    | xxx  |      |      |      |      |      | 4.55       |       |

Legenda
| Recorde mundial       | Recorde mundial (World record)               |                       | Recorde africano                      | Recorde africano (African) |                                           | Q | Classificado por posição (Qualified) |
| Recorde do campeonato | Recorde do campeonato (Championship record)  | Recorde da América    | Recorde da América (Americas)         | q                          | Classificado por melhor tempo (Qualified) |   |                                      |
| Melhor marca do ano   | Melhor marca do ano (World leading)          | Recorde asiático      | Recorde asiático (Asian)              | DNS                        | Não largou (Did not start)                |   |                                      |
| Recorde nacional      | Recorde nacional (National record)           | Recorde europeu       | Recorde europeu (European)            | DNF                        | Não terminou (Did not finish)             |   |                                      |
| Recorde pessoal       | Recorde pessoal do atleta (Personal best)    | Recorde da Oceania    | Recorde da Oceania (Oceania)          | DSQ / DQ                   | Desclassificado (Disqualified)            |   |                                      |
| Recorde da temporada  | Recorde da temporada do atleta (Season best) | Recorde sul-americano | Recorde sul-americano (South America) | NM                         | Sem marca (No mark)                       |   |                                      |